# Pontins Professional
Das Pontins Professional war von 1974 bis 2000 ein Turnier für Snookerprofis. Als Einladungsturnier hatte es nie den Status eines Ranglistenturniers.

## Geschichte
Anfang der 1970er führte der britische Urlaubsveranstalter Pontins für seine Urlaubsresorts Snookerveranstaltungen ein. Besonders im Urlaubspark in Prestatyn an der walisischen Küste traten häufig Snookerprofis auf und sorgten für eine besondere Attraktion. 1974 führte man deshalb als Frühjahrsveranstaltung das Pontins Spring Open ein, im Herbst die Pontins Autumn Open, bei denen die Urlauber gegen Profispieler antreten konnten. Die Profis bekamen dabei ein Handicap in Form eines Punkteabzugs. Parallel dazu wurde ein reines Profiturnier veranstaltet, das als Saisonabschluss nach der Snookerweltmeisterschaft zu Beginn der Sommerpause angesetzt wurde und deshalb für viele Profis attraktiv war. Anfangs wurde auch mit einer Gruppenphase experimentiert, zumeist wurde das Turnier aber als Ausscheidungsturnier mit 8 Teilnehmern gespielt. 1981 wurde ein zweites offenes Turnier im Herbst eingeführt, das Pontins Autumn Open.
Prestatyn entwickelte sich über das Turnier hinaus zu einem Zentrum des Snookersports. Jahrelang fanden dort die Qualifikationsrunden für die großen Snookerturniere statt. Während aber bei anderen Turnieren das Preisgeld enorm anstieg, gab es beim Pontins Professional zu den besten Zeit nur 5.000 £ Siegprämie. Das Profiturnier verlor an Attraktivität und wurde 2000 eingestellt, während die offenen Turniere fortgeführt wurden. In den 2000ern gab es anstelle des Turniers eine Pro-Am-Turnierserie und von 2005 bis 2010 fand die Pontin’s International Open Series, die Qualifikationsserie der Amateure für die Snooker Main Tour in Wales statt. Danach wurde die Profitour zunehmend umgestaltet und Prestatyn verlor seine Bedeutung für das Profisnooker.
Rekordsieger des Pontins Professional ist der Waliser Ray Reardon, der die ersten drei Ausgaben des Turniers gewann und nach einem Jahr Unterbrechung ein viertes Mal siegreich war. Siebenmal stand er insgesamt im Finale. Sein Landsmann Terry Griffiths und der Ire Ken Doherty gewannen das Turnier je dreimal. Mit Darren Morgan und Doug Mountjoy gab es zwei weitere Mehrfachsieger aus Wales, der Engländer Neal Foulds gewann ebenfalls zwei Turniere. John Spencer stand zwar sechsmal im Finale, holte aber nur einmal den Titel.

## Sieger
| 1974 | Ray Reardon     | 10:9 | John Spencer    | 1973/74 |
| 1975 | Ray Reardon     | 10:4 | John Spencer    | 1974/75 |
| 1976 | Ray Reardon     | 10:9 | Fred Davis      | 1975/76 |
| 1977 | John Spencer    | 7:5  | John Pulman     | 1976/77 |
| 1978 | Ray Reardon     | 7:2  | John Spencer    | 1977/78 |
| 1979 | Doug Mountjoy   | 8:4  | Graham Miles    | 1978/79 |
| 1980 | John Virgo      | 9:6  | Ray Reardon     | 1979/80 |
| 1981 | Terry Griffiths | 9:8  | Willie Thorne   | 1980/81 |
| 1982 | Steve Davis     | 9:4  | Ray Reardon     | 1981/82 |
| 1983 | Doug Mountjoy   | 9:7  | Ray Reardon     | 1982/83 |
| 1984 | Willie Thorne   | 9:7  | John Spencer    | 1983/84 |
| 1985 | Terry Griffiths | 9:7  | John Spencer    | 1984/85 |
| 1986 | Terry Griffiths | 9:6  | Willie Thorne   | 1985/86 |
| 1987 | Neal Foulds     | 9:8  | Willie Thorne   | 1986/87 |
| 1988 | John Parrott    | 9:1  | Mike Hallett    | 1987/88 |
| 1989 | Darren Morgan   | 9:2  | Tony Drago      | 1988/89 |
| 1990 | Stephen Hendry  | 9:6  | Mike Hallett    | 1989/90 |
| 1991 | Neal Foulds     | 9:6  | Mike Hallett    | 1990/91 |
| 1992 | Steve James     | 9:8  | Neal Foulds     | 1991/92 |
| 1993 | Ken Doherty     | 9:3  | Darren Morgan   | 1992/93 |
| 1994 | Ken Doherty     | 9:5  | Nigel Bond      | 1993/94 |
| 1995 | Peter Ebdon     | 9:8  | Ken Doherty     | 1994/95 |
| 1996 | Ken Doherty     | 9:7  | Nigel Bond      | 1995/96 |
| 1997 | Martin Clark    | 9:7  | Andy Hicks      | 1996/97 |
| 1998 | Mark Williams   | 9:6  | Martin Clark    | 1997/98 |
| 1999 | Jimmy White     | 9:5  | Matthew Stevens | 1998/99 |
| 2000 | Darren Morgan   | 9:2  | Jimmy White     | 1999/00 |